# Bruce Campbell

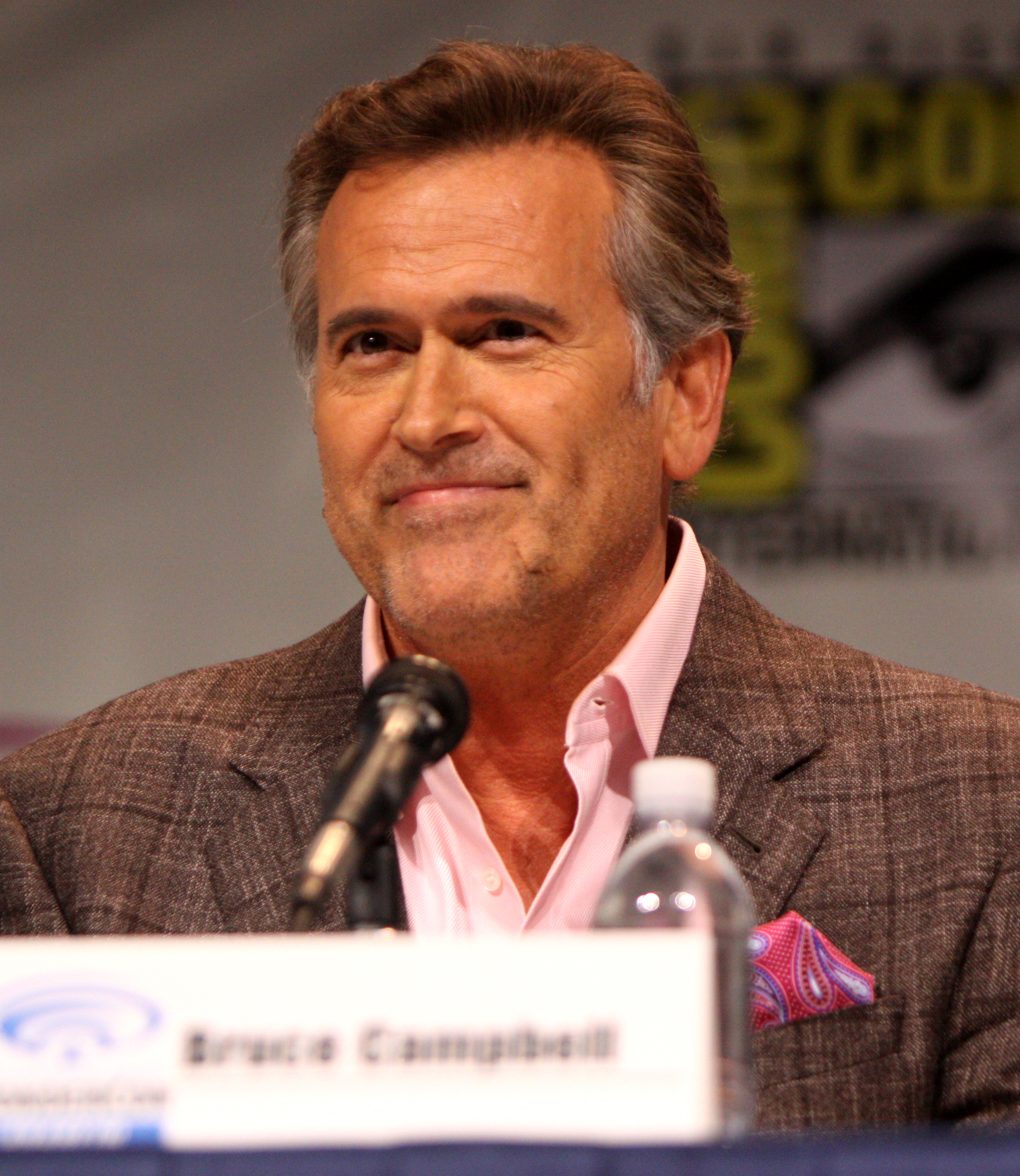
Bruce Campbell bei der WonderCon 2013

Bruce Lorne Campbell (* 22. Juni 1958 in Royal Oak, Michigan) ist ein US-amerikanischer Schauspieler, Filmproduzent und Schriftsteller. Bekannt wurde er durch die Hauptrolle des Ash Williams in der Horrorreihe Tanz der Teufel von Sam Raimi, er spielte anschließend auch in weiteren Filmen von Raimi wie Darkman (1990) und in der Spider-Man-Trilogie (2002–2007) mit.

## Leben
Campbell wurde in Royal Oak, Michigan, als Sohn von Charles Newton Campbell und Joanne Louise Campbell (geb. Pickens) geboren. Er hat zudem einen älteren Bruder sowie Halbbruder. Die Familie hat schottische Wurzeln.
Von 1983 bis 1989 war er mit Christine Deveau verheiratet, mit welcher er zwei Kinder hat. Derzeit lebt Campbell in Jacksonville, Oregon, mit seiner Frau Ida Gearon, die er als Kostümdesignerin auf dem Set von Mindwarp kennenlernte.
Campbell ist außerdem ordinierter Pastor und hat Trauungen vorgenommen.
In seiner Jugend interessierte sich Campbell sehr für Kino und drehte mit seinen Freunden (unter anderem Sam Raimi und Scott Spiegel) einige Super-8-Filme. Mit der Zeit wuchs ihr Budget und Bruce und seine Freunde feierten in ihrem Umfeld bescheidene Erfolge. Mit Tanz der Teufel (Evil Dead), der ursprünglich The Book of the Dead heißen sollte, gelang ihnen 1981 der Durchbruch.
Zwischen 2007 und 2013 war Campbell in der Fernsehserie Burn Notice und im zugehörigen Fernsehfilm The Fall of Sam Axe in einer Hauptrolle als Sam Axe zu sehen. Ab 2015 stand er, in der Serienadaption von Tanz der Teufel mit dem Titel Ash vs. Evil Dead beim Kabelsender Starz, erneut als Ash vor der Kamera. Am 20. April 2018 wurde bekanntgegeben, dass die Serie nach der dritten Staffel eingestellt wird.
Campbell gilt als eine der Ikonen des B-Movie und sieht das spaßig. So veralberte er sich in seiner Regiearbeit My Name Is Bruce selbst.
Im Jahr 2000 drehte Campbell den Dokumentarfilm Fanalysis, in dem er Horror-, Science-Fiction- und Fantasy-Fans, von denen viele kostümiert sind, auf Filmmessen und Conventions begegnet.

## Filmografie (Auswahl)

### Schauspieler
- 1977: It’s Murder!
- 1978: Within the Woods
- 1981: Tanz der Teufel (The Evil Dead)
- 1983: Going Back
- 1985: Die Killer-Akademie (Crimewave)
- 1987: Tanz der Teufel II – Jetzt wird noch mehr getanzt (Evil Dead II – Dead by Dawn)
- 1988: Maniac Cop
- 1989: Bloodnight (Intruder)
- 1989: Moontrap
- 1989: Sundown – Der Rückzug der Vampire (Sundown – The Vampire in Retreat)
- 1990: Brain Slasher (Mindwarp)
- 1990: Maniac Cop 2
- 1990: Darkman
- 1991: Lunatics – Duell der Alpträume (Lunatics: A Love Story)
- 1992: Spaceshift (Waxwork II: Lost in Time)
- 1992: Armee der Finsternis (Army of Darkness)
- 1993–1994: Die Abenteuer des Brisco County jr. (The Adventures of Brisco County, Jr., Fernsehserie 27 Episoden)
- 1994: Hudsucker – Der große Sprung (The Hudsucker Proxy)
- 1995: The Demolitionist
- 1995: Congo
- 1995–1999: Hercules (Hercules: The Legendary Journeys, Fernsehserie 18 Episoden)
- 1996: Tornado!
- 1996: Flucht aus L.A. (Escape from L.A.)
- 1996: Superman – Die Abenteuer von Lois & Clark (Lois & Clark: The New Adventures of Superman, Folge: Eine Bombenparty)
- 1996–1997: Ellen (Fernsehserie, 7 Episoden)
- 1996–1999: Xena – Die Kriegerprinzessin (Xena: Warrior Princess, Fernsehserie, 8 Episoden)
- 1997: Dome 4 (Assault on Dome 4)
- 1997: McHale’s Navy
- 1997: Bankraub – Die Spur führt in den Tod (In the Line of Duty: Blaze of Glory)
- 1997: Ein toller Käfer kehrt zurück (The Love Bug)
- 1997: Running Time
- 1998: Goldrausch (Goldrush: A Real Life Alaskan Adventure)
- 1999: Akte X – Die unheimlichen Fälle des FBI (The X-Files, Fernsehserie, Episode 6x07)
- 1999: From Dusk Till Dawn 2 – Texas Blood Money (From Dusk till Dawn 2: Texas Blood Money)
- 2000: Der Eisbrecher (Icebreaker)
- 2000: Jack of all Trades (Fernsehserie, 22 Episoden)
- 2001: The Majestic
- 2002: Charmed – Zauberhafte Hexen (Charmed, Fernsehserie, Episode 4x22)
- 2002: Terminal Invasion
- 2002: Timequest
- 2002: Bubba Ho-Tep
- 2002: Spider-Man
- 2002: Mann umständehalber abzugeben oder Scheidung ist süß (Serving Sara)
- 2004: Spider-Man 2
- 2005: Alien Apocalypse
- 2005: Man with the Screaming Brain
- 2005: Sky High – Diese Highschool hebt ab! (Sky High)
- 2006: Lucas, der Ameisenschreck (The Ant Bully, Stimme)
- 2006: The Woods
- 2007: Spider-Man 3
- 2007: My Name Is Bruce
- 2007–2013: Burn Notice (Fernsehserie, 111 Episoden)
- 2009: Wolkig mit Aussicht auf Fleischbällchen (Cloudy with a Chance of Meatballs, Stimme)
- 2011: Burn Notice: The Fall of Sam Axe (Fernsehfilm)
- 2012: The Color of Time
- 2013: Die fantastische Welt von Oz (Oz: The Great and Powerful)
- 2013: Evil Dead
- 2014: Psych (Fernsehserie, Episode 8x09)
- 2014: The Quest – Die Serie (The Librarians, Fernsehserie, Episode 1x04)
- 2015: The Escort – Sex Sells (The Escort)
- 2015: Fargo (Fernsehserie, 2 Episoden)
- 2015–2018: Ash vs Evil Dead (Fernsehserie, 30 Episoden)
- 2021: Mr. Griffin – Kein Bock auf Schule (A.P. Bio, Fernsehserie, 3 Episoden)
- 2021: Black Friday – Überlebenschance stark reduziert! (Black Friday)
- 2022: Doctor Strange in the Multiverse of Madness

### Produzent
- 1989: Die Girls Gang (Easy Wheels)
- 1991: Lunatics – Duell der Alpträume (Lunatics: A Love Story)
- 2002: Hatred of a Minute
- 2004: A Community Speaks (Dokumentarfilm)
- 2005: Man with the Screaming Brain
- 2007: My Name Is Bruce
- 2013: Evil Dead
- 2021: Black Friday – Überlebenschance stark reduziert! (Black Friday)

## Videospiel
- 2022: Evil Dead: The Game (Ashley J. Williams / Deadite Ashley J. Williams / Mini Ash) (Stimme)

## Deutsche Synchro
Bruce Campbell hat keinen deutschen Stammsprecher. Am häufigsten wurde er bisher von Joachim Tennstedt (u. a. The Majestic, Spider-Man 3), Oliver Stritzel (u. a. Hudsucker – Der große Sprung, My Name is Bruce) und Gudo Hoegel (u. a. Moontrap, Terminal Invasion) synchronisiert.

## Schriften
- Bruce Campbell: If Chins Could Kill: Confessions of a B Movie Actor. St Martin’s Press. 2002. ISBN 0-312-24264-6.
- Bruce Campbell: Make Love! The Bruce Campbell Way. St. Martin’s Press. 2005. ISBN 0-312-31260-1.
- Bruce Campbell, Kilian Plunkett: The Hire #2: Precious Cargo. Dark Horse Comics Februar 2005.